# ام‌وی اوریون
ام‌وی اوریون (به انگلیسی: MV Orion) یک کشتی است که طول آن ۳۳۷ فوت (۱۰۳ متر) می‌باشد.